# Лёгкий метрополитен
Лёгкий метрополитен (англ. Medium-capacity rail transport, MRT, рельсовый транспорт средней вместимости) — вид регулярного скоростного внеуличного рельсового городского транспорта. По своим характеристикам занимает промежуточное положение между классическим метрополитеном (англ. heavy rail, HRT) и легкорельсовым транспортом (англ. light rail, LRT).
Чёткого разграничения между классическим и лёгким метро, а также лёгким метро и легкорельсовым транспортом не существует. Из-за этого некоторые системы можно отнести к обоим видам. Например, первая линия Будапештского метрополитена исторически не относится к лёгкому метро, хотя по техническим характеристикам её можно отнести к нему. Однако нередко параметры отдельных систем, именуемых лёгким метро, наоборот, аналогичны метрополитену или даже городскому поезду.
Как правило, линии лёгкого метро располагаются на поверхности или на эстакадах и иногда имеют небольшие тоннельные участки (например, на пересадочных узлах, в центре города, на транспортных развязках), поезда насчитывают 2—4 вагона, диаметр тоннелей составляет 4—5 метров, в тоннелях и над землёй допустимы значительные уклоны и малые поворотные радиусы, платформы на станциях — высокие, длиной 50—90 метров и шириной 5—8 метров. Линии лёгкого метрополитена часто являются подвозящими к аэропортам либо к станциям обычного метрополитена и лишь в небольших городах составляют основу городской транспортной системы. Провозная способность линии лёгкого метро в зависимости от определения составляет от 6-20 до 20-30 тыс. человек в час в одном направлении.
Полностью или преимущественно подземное лёгкое метро может именоваться «мини-метро».

## Преимущества и недостатки наземных и надземных линий
Преимущества
- Строительство наземных и надземных станций и перегонов железных дорог (наиболее простых по конструкции) обходится дешевле и занимает меньше времени по сравнению с подземными. (По ценам 2006 года стоимость 1 км подземного тоннеля метро, построенного открытым способом, составляет приблизительно 50 млн долларов, а 1 км тоннеля, построенного закрытым способом, около 70-80 млн долларов. Стоимость же сооружения одного километра лёгкого метрополитена обычно составляет 15—25 млн долларов).
- Отсутствие необходимости масштабного переноса коммуникаций, котлованов и проблем при подземном строительстве (например, плывунов).

Недостатки
- Использование городского пространства, на которое также могли претендовать автомагистрали — и вследствие этого возможное ухудшение пропускной способности городских улиц и возникновение большего количества пробок, в первую очередь, в «часы пик».
- Постоянный шум (правда, проблему шума часто удаётся решить применением путевых противошумных экранов.)
- Дополнительные эксплуатационные затраты, связанные с более частым ремонтом оборудования и пути (в том числе из-за воздействия атмосферных осадков и др. неблагоприятных погодно-климатических факторов).
- Изменяется ландшафт, что негативно воспринимается некоторыми людьми, часто бывающими рядом с линией метро. По этой причине наземные и эстакадные участки следует проектировать очень тщательно, дабы нивелировать этот недостаток.

В странах с холодной и снежной зимой к перечисленным недостаткам также добавляются следующие:
- холод и случающиеся обледенения платформ станций зимой и, как следствие, необходимость в противообледенительных мерах;
- снегопады и, как следствие, необходимость снегоуборки после каждого снегопада.

## Лёгкое метро в России

### Москва и Московская область
В апреле 2016 года было заявлено о планах начать строительство лёгкого метро в Подмосковье. «Лёгкое метро» должно было объединить города Химки, Красногорск, Долгопрудный, Фрязино, Королёв, Мытищи, Балашиху, Реутов, Ивантеевку, Жуковский и др. Строительство новой линии в Мытищах должно было начаться в 2017 году, но было отложено до 2019 года. Планировалось продолжить Калужско-Рижскую линию от станции «Медведково» и построить станции «Челобитьево» и «Мытищи». В июне 2017 года, по словам губернатора Андрея Воробьёва, проектирование было приостановлено.
Первая линия, позиционируемая как «лёгкое метро», в России была построена в Москве — ею стала Бутовская линия. Проект Бутовской линии начал разрабатываться в 1980-х годах. Реализация проекта началась в 90-х со строительства станционных комплексов «Парк Победы» и «Строгино», но строительство было заморожено. 19 февраля 1999 года вышло распоряжение премьера правительства Москвы Ю. М. Лужкова № 148-РП «О разработке проектных предложений строительства линий наземного (лёгкого) метрополитена в районы новых жилых застроек г. Москвы». С этого момента в официальный оборот вводится термин «лёгкое метро». Проходка тоннелей мелкого заложения под Бутовским лесом началась в 2002 году. Первый участок от «Улицы Старокачаловской» до «Бунинской аллеи» запущен в 2003 году. Движение на участке «Улица Старокачаловская» — «Битцевский парк» началось в феврале 2014 года. Стоимость 1 км Бутовской линии составила 450 млн рублей.
По исполнению линия полностью отвечает всем требованиям остальных линий Московского метрополитена, за исключением длины платформ, принимающие меньшее количество вагонов, чем на других линиях, и, таким образом, не соответствует понятию «легкорельсовый транспорт». Бутовская линия начинается от конечной станции Калужско-Рижской линии и вначале идёт по тоннелю, а после «Улицы Старокачаловской» выходит на поверхность и далее — проходит по эстакаде. Эстакада состоит из соединённых пролётов по 30 м (полые металлические балки) на опорах (средняя высота 10 м), станции расположены также на эстакаде с наземными вестибюлями (подъём и спуск осуществляется посредством эскалаторов, а также специальных лифтов для инвалидов). Эстакада окружена шумопоглощающими и шумоотражающими щитами в половину высоты вагона на перегонах (на станциях — в полную высоту), внутри которых подвешены служебные коммуникации и система аварийного освещения. Линии «лёгкого метро» совместимы с метрополитеном обычным, на них используется аналогичная система управления движением и диспетчерской централизации, они способны принимать стандартный подвижной состав метрополитена, однако для пассажирских перевозок используются специально разработанные секционные вагоны «Русич» (они могут проходить малые кривые без снижения скорости и оборудованы системой обогрева).
Бутовская линия первоначально обозначалась на схеме как линия Л1 («Бутовская линия лёгкого метро»). После запуска подземного перегона от «Старокачаловской» до «Битцевского парка» подобное обозначение было упразднено. В настоящее время Бутовская линия считается полноценной линией Московского метрополитена и имеет номер 12, поскольку существенных конструктивных отличий от других линий у неё нет.
Сооружение других запланированных линий «лёгкого метро» (Новокосинской, Жулебинской, Митинской, Солнцевской) было отменено — в пользу продления линий обычного метрополитена. В частности, на схемах в вагонах поездов Московского метрополитена некоторое время обозначались строящиеся линии Л2 (Солнцевская линия лёгкого метро) и «мини-метро»; в настоящее время вместо первой сооружена обычная Солнцевская линия, а вместо второй — вилочный участок Филёвской линии.
В 2017 году планировалось продлить Солнцевскую линию от станции «Раменки», разместив на линии семь станций: «Мичуринский проспект», «Очаково» («Озёрная»), «Говорово», «Солнцево», «Боровское шоссе», «Новопеределкино», «Рассказовка». Новый участок был запущен в августе 2018 года.

### Другие города
В 2012 году управление транспорта и связи администрации Сочи планировало строительство лёгкого метро в городе. «Воздушное метро» должно было состоять из 14 станций. Стоимость одного километра пути составила бы 50 млн рублей. Строительство так и не было начато.
В 2017 году рассматривался проект «НАЗЕМКА» (НАЗЕмное Метро Краснодарской Агломерации) в Краснодаре.
Проект лёгкого метрополитена в Воронеже был представлен в апреле 2017 года. Летом 2018 года планировалось обсуждение строительства с японской компанией, с тем чтобы иностранные специалисты участвовали в строительстве в рамках проекта по созданию комфортной городской среды. Предварительная стоимость работ оценивалась в 45-50 млрд рублей.
В Ульяновске предполагалось протянуть 43 км линий лёгкого метро к 2025 году.
Метро в Ростове-на-Дону намеревались построить ещё в СССР, в 1970—1980-х. Первая линия протяжённостью 11,5 км должна была объединить улицу Малиновского, угол проспекта Стачки и площадь Карла Маркса. План постройки метро пересматривался в 2009 году. В 2015 году в Ростове-на-Дону планировалось привлечь к финансированию строительства лёгкого метро европейские фонды. Велись переговоры с компанией из Словакии, однако в итоге проект не был реализован. В мае 2018 года губернатор Ростова Василий Голубев сообщил о намерении вернуться к теме.
В большинстве случаев значительную часть трассы лёгкого метро предполагалось соорудить преобразованием внутригородских железнодорожных путей.

## Лёгкое метро в других странах
В мире широкое распространение получила французская система автоматизированного лёгкого метро VAL, а также другие подобные системы (например, Доклендское лёгкое метро в Лондоне).
Официально название «лёгкое метро» используется для обозначения транспортных систем в городах Мадрид, Тунис, Шарлеруа. Фактически это трамвайные системы. В Мадриде и Шарлеруа это частично подземный трамвай.